# Arabisch-Palestijnse opstand
De Arabisch-Palestijnse opstand was een opstand in de jaren 1936-1939 van Palestijnse Arabieren die gericht was tegen het Verenigd Koninkrijk enerzijds en tegen de Joodse immigratie anderzijds. Een instroom van Joodse immigranten eind 1918 zorgde ervoor dat het percentage Joden in Palestina ongeveer 10% van de bevolking was. Tegen 1936, rond de tijd van de Arabisch-Palestijnse opstand, bestond de Palestijnse bevolking uit 30% Joden. Met inmenging van de Britten, kwamen de nationale rechten van de Palestijnse inwoners onder druk te staan. De gebeurtenissen tijdens deze opstand legden de kiem voor de Arabisch-Israëlische Oorlog van 1948.

## Geschiedenis
De opstand begon op 19 april 1936 in Jaffa toen volgelingen van Izz ad-Din al-Qassam, die in 1935 bij een vuurgevecht met de Britten was omgekomen, een algemene staking organiseerden in Jaffa en Nablus. Zij vielen daarbij joodse en Britse doelen aan. De staking was gericht tegen het Verenigd Koninkrijk als bestuurder van het Mandaatgebied Palestina en tegen de in de jaren dertig sterk toegenomen joodse immigratie.
Op 25 april 1936 stelde het Arabisch Hoger Comité, dat werd voorgezeten door Amin al-Hoesseini, de volgende eisen aan de Britten:
1. Stopzetting van de joodse immigratie
2. Een verbod op het verkopen van grond aan joden
3. Instelling van een representatieve regering

Een maand na het begin van de opstand riep het Hoger Comité op tot een algemene staking, demonstraties in heel het land, het niet-betalen van belastingen en een economische boycot van de joden. In Jeruzalem was de grootste demonstratie: 2000 deelnemers binnen de muren van de Oude Stad. De demonstraties werd gewelddadig toen drie weken erna de Britse politie het vuur opende op demonstranten in Jaffa.. Er werden bomaanslagen gepleegd op de oliepijpleiding van Kirkoek naar Haifa en op spoorlijnen en treinen. Ook werden joodse nederzettingen en burgers aangevallen.
De staking eindigde in oktober 1936. De Britten riepen de Commissie-Peel in het leven, die de oorzaken van de opstand moest onderzoeken en met aanbevelingen moest komen. In juli 1937 kwam William Robert Wellesley Peel met het voorstel om Palestina te verdelen: een klein joods gedeelte en een deel dat bij Transjordanië getrokken zou moeten worden. Een voorstel dat door de Britse regering werd afgewezen. In de herfst van 1937 laaide het geweld weer op na de moord op de Britse bestuurder van Nazareth, Andrews. 
De Britten wisten na deze moordaanslag - onder leiding van generaal-majoor Bernard Montgomery - de opstand met grof geweld de kop in te drukken. Zij breidden hun strijdkrachten uit tot 20.000 man. Maatregelen die de Britten troffen waren onder meer de instelling van een avondklok, het vasthouden in administratieve hechtenis en het verwoesten van 5000 huizen. Bijna 150 Palestijnen werden ter dood veroordeeld en de belangrijkste Palestijnse leiders werden aangehouden of werden verbannen of vluchtten (zoals Al-Hoesseini). De gewelddadigheden hielden aan in 1938 en verliepen uiteindelijk in 1939.
Op 17 mei 1939 publiceerde het Verenigd Koninkrijk het MacDonald White Paper met daarin de volgende punten:
- Binnen 10 jaar zou een Palestijns-joodse eenheidsstaat in Palestina moeten worden gesticht. Hiermee werd het concept verlaten van het Joodse Nationaal Tehuis dat ten grondslag lag aan het Britse mandaat.
- De joodse immigratie werd beperkt tot 25.000 eenmalig en 10.000 per jaar over een periode van 5 jaar.
- Verdere immigratie na die periode van vijf jaar wordt afhankelijk gemaakt van toestemming van de Palestijnse gemeenschap.

Dit White Paper vormde de basis van het Britse beleid tot 1948.

#### Zonder leiders
Gedurende deze periode vond in Palestijnse kring ook een machtsstrijd plaats tussen de Hoesseini-familie en de Nashashibi-familie. Bij dit onderlinge geweld kwamen ook velen om het leven. In deze periode verlieten 20.000 - 30.000 Palestijnen Palestina, op de vlucht voor het geweld, waarmee een aanzienlijk deel van de Palestijnse elite verdween. Ook de relaties met de christelijke bevolking en met het Jordaanse koningshuis verslechterden. In de door de Hoesseini-clan gecontroleerde gebieden werden vrouwen (moslims én christenen) gedwongen zich te sluieren.

#### De Jisjoev en de Britten
Als reactie op de aanvallen op de jisjoev, de joodse gemeenschap in Palestina,  begon ook deze zich meer te bewapenen. De Britten werkten inofficieel samen met de Hagana en vormden de Jewish Settlement Police, de Jewish Auxiliary Forces en Speciale Nacht-Brigades (in het Engels Special Night Squads geheten). Deze brigades, waar ook de latere Israëlische generaal Moshe Dayan deel van uitmaakte, deden onder leiding van een Britse officier Orde Wingate gevechtservaring op wat in 1948 bijdroeg aan de Israëlische overwinning. De Special Night Squads waren  anti-guerrilla-eenheden die 's nachts Palestijns gebied binnentrokken en er langs de grenzen houten prefab-forten bouwden (in het Hebreeuws "Homa ve Migdal" genaamd, "Toren en Palissade"). Daar trokken zionistische militieleden in die de omliggende landbouwgrond beheersten. Lukte het om er aan landbouw te doen dan werd de vesting uitgebouwd tot kibboets. 53 kibboetsen zijn zo ontstaan".

#### Orde Wingate
Orde Wingate was een Brits officier, die in 1936 in het Britse leger in Palestina werd aangesteld.
Al gauw leerde hij het zionistische project kennen dat daar werd gerealiseerd. Er hevig door gecharmeerd besloot hij toen de joodse kolonisten aan te moedigen en te steunen.
Met zijn niet geringe talenten, zijn enthousiasme, zijn strategisch en tactisch inzicht en zijn revolutionaire ideeën omtrent (guerrilla)oorlogvoering en vergeldingsmanieren, transformeerde hij de voornaamste paramilitaire organisatie van de Jisjoev: de Hagana (vertaald: verdediging). In feite maakte hij er een vlot werkend legerapparaat van. De Palestijnse opstand bood de gelegenheid om de Hagana in de praktijk te trainen.
Hagana-eenheden werden gekoppeld aan Britse eenheden: zo leerden zij strafexpedities uit te voeren. Ook gaf les in bayonetgebruik. Toen Wingate zich openlijk ging uitlaten over de noodzaak van een joodse staat riep de Britse regering hem terug. 
De ondergrondse joodse paramilitaire organisaties Irgun en Lechi kozen voor een tactiek van terreur en vergelding: zij pleegden aanslagen op een Palestijnse bus en op de markt van Haifa, in Jaffa en Jeruzalem.
De Palestijnen legden contacten met Duitsland voor ondersteuning van hun opstand. De chef van de Duitse Abwehr, Wilhelm Canaris, ontving op 18 juni 1939 een brief van Al-Hoesseini waarin hij de Duitsers bedankte voor de financiële ondersteuning, zonder welke hij de opstand niet zo lang had kunnen volhouden.

Aan het eind van de opstand in maart 1939 waren meer dan 5000 Palestijnen, 400 joden en 200 Britten om het leven gekomen.
Na deze opstand raakte het land in toenemende mate gesplitst: de economische boycot van de joden had ertoe geleid dat de joodse en Palestijnse economie los van elkaar kwamen te staan. Ook hadden de joden nu eigen bestuurlijke organen en een eigen politie.